# Tulancingo
Tulancingo – miasto w południowo-wschodniej części meksykańskim stanu Hidalgo, położone około 120 km na wschód od miasta Meksyk. Jest drugim, po stolicy Pachuca, miastem w tym stanie. Siedziba gminy Tulancingo de Bravo. Tę samą nazwę ma także dolina i rzeka nad którą leży miasto. Mimo wysokiej lokalizacji jest to rejon rolniczy z dominującą produkcją kukurydzy, strączkowych i jęczmienia.

## Zabytki i atrakcje turystyczne

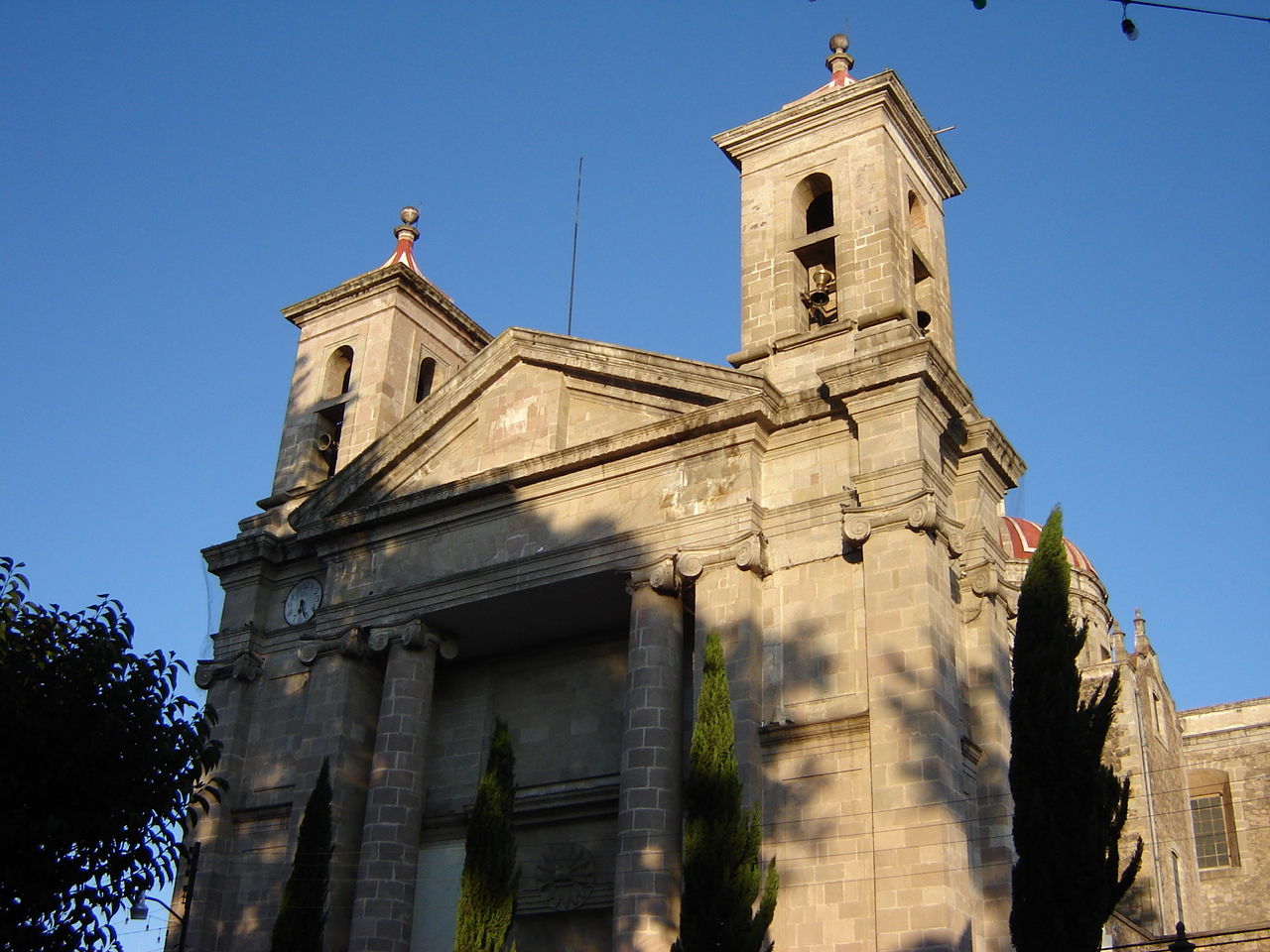
Fasada katedry w Tulancingo

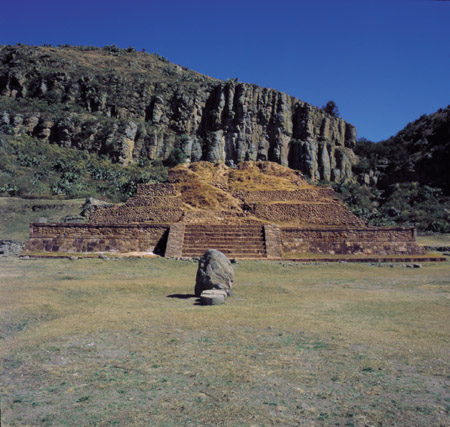
Ruiny Huapalcalco

Główną świątynią w Tulacingo jest Katedra, będąca przykładem stylu kolonialnego. Budowę rozpoczęli Franciszkanie w 1528. Zlokalizowana jest w centrum placu La Floresta w Tulancingo. Przebudowana w 1788 przez architekta José Damián Ortiz de Castro, który jest znany jako jeden z twórców i budowniczych katedry w mieście Meksyk. Budynek jest kamienny, z metrowej grubości ścianami i neoklasycystyczną fasadą.
Na corocznie odbywające się 2 sierpnia święto religijne nazywane Día de Nuestra Señora de los Ángeles (pol. Dzień naszej Pani Anielskiej) przyjeżdża wielu pielgrzymów.
Na terenie gminy, w małej miejscowości na południe od Tulancingo, znaleziono pozostałości mamuta włochatego datowane na około 6000 lat.
W niedalekiej strefie archeologicznej Huapalcalco, znajdującej się w odległości kilku minut jazdy na północ od miasta, jest piramida zbudowana w VI wieku.